# Anderson Torres

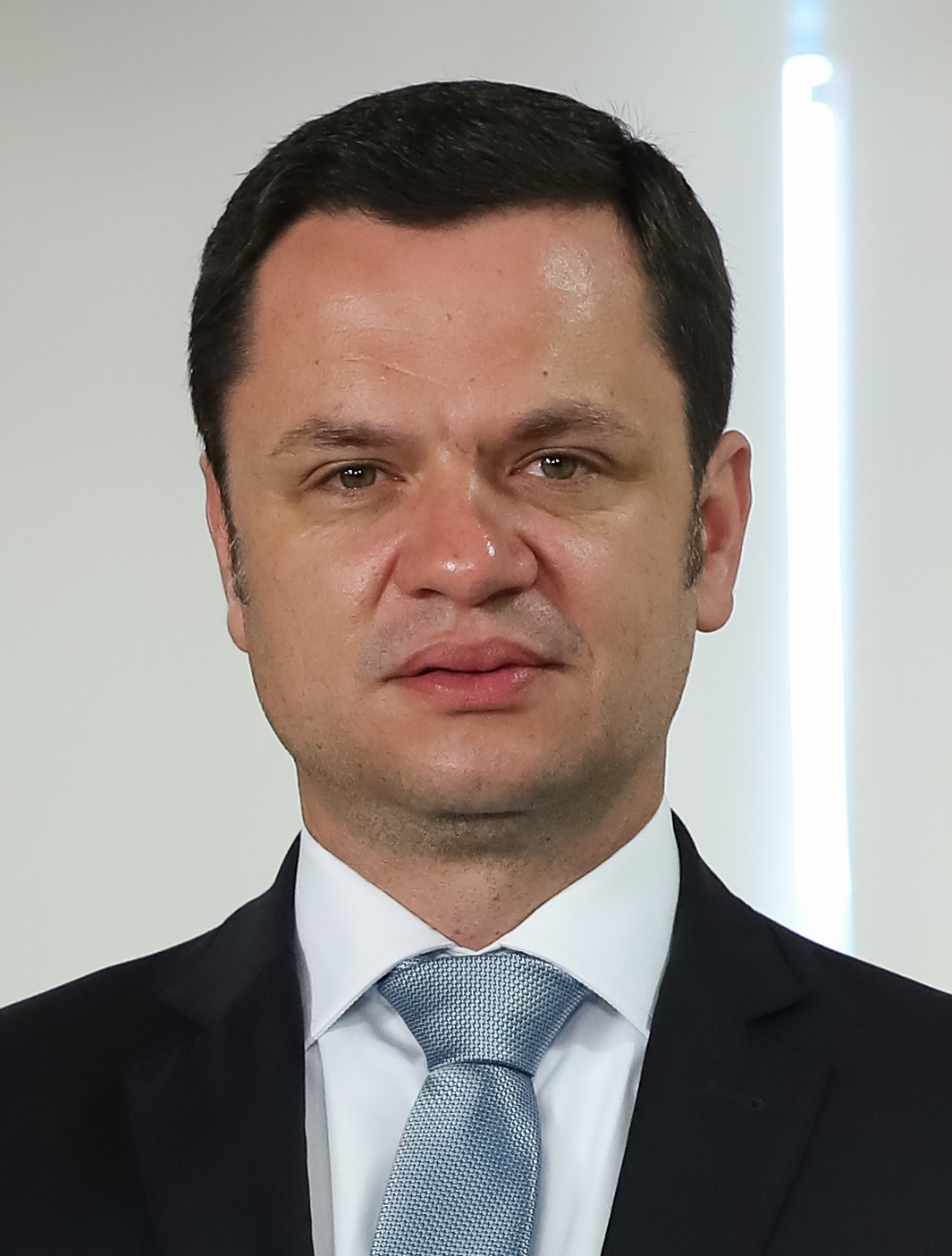
Anderson Torres (2021)

Anderson Gustavo Torres (geboren in Brasília) ist ein ehemaliger brasilianischer Polizeichef der Bundespolizei, der zuerst unter Jair Bolsonaro als Minister für Justiz und öffentliche Sicherheit und dann als Minister für öffentliche Sicherheit im Distrito Federal do Brasil.

## Karriere
Torres hat einen Abschluss in Rechtswissenschaften vom Centro Universitário de Brasília. 2019 ernannte ihn, bislang Kabinettschef des Bundesabgeordneten Fernanando Francischini (PSL), der neu gewählte Gouverneur Ibaneis Rocha zum Minister für öffentliche Sicherheit des Bundesdistrikts DF. Am 31. März 2021 ersetzte er André Mendonça als Bundesminister, ebenfalls für Justiz und öffentliche Sicherheit im Kabinett Bolsonaro. Mit Ende der Amtszeit Bolsonaro schied Torres auch als Bundesminister aus und kehrte zum 2. Januar 2023 in seine Funktion im Distrito Federal zurück.
Noch während der Sturms des Regierungsviertels in Brasília entzog Präsident Lula der Regierung Ibaneis Rocha die Zuständigkeit für die öffentliche Sicherheit der Hauptstadt, während Ibaneis Rocha seinerseits Anderson Torres als Minister für öffentliche Sicherheit des Hauptstadtdistrikts entließ. Noch am selben Tag beantragte die Generalanwaltschaft der Republik (AGU) beim Supremo Tribunal Federal (STF), Haftbefehl gegen Torres auszustellen. Am 11. Januar entschied der STF mit neun gegen zwei Stimmen für den Haftbefehl gegen Anderson Torres. Am 14. Januar verhaftete die Polizei Torres am Flughafen von Brasília bei der Rückkehr aus Florida, wo er sich seit dem 7. Januar, dem Tag vor den Krawallen, aufgehalten hatte.